# Pressure Drop
Pressure Drop är en låt ursprungligen inspelad 1969 av roots reggaebandet Toots & the Maytals för producenten Leslie Kong. Låten fanns med på gruppens musikalbum Monkey Man och From the Roots som släpptes 1970. När låten togs med i soundtracket till den jamaicanska gangsterfilmen The Harder They Come 1973, fick the Maytals internationella karriär ett uppsving. Låten hamnade 2007 på plats nummer 446 i musiktidningen Rolling Stones lista över tidernas 500 bästa låtar. 
Låten har därefter spelats in i otaliga coverversioner, exempelvis av The Clash, The Specials, Robert Palmer och Izzy Stradlin.